# Metacyatholaimus brevicollis
Metacyatholaimus brevicollis är en rundmaskart som först beskrevs av Nathan Augustus Cobb 1898.  Metacyatholaimus brevicollis ingår i släktet Metacyatholaimus och familjen Cyatholaimidae. Inga underarter finns listade i Catalogue of Life.